# Serviço Nacional de Segurança Popular
Serviço Nacional de Segurança Popular (SNASP) foi um serviço paramilitar e de inteligência do governo de Moçambique, desde a independência em 1975, até  1991, quando foi substituído pelo Serviço de Informações e Segurança do Estado (SISE).
O SNASP foi criado com poderes quase absolutos, incluindo a manutenção da detenção por período indeterminado e a negação do direito a habeas corpus, entre outros.
Este serviço foi responsabilizado por tortura e pelo envio de milhares de pessoas para campos de reeducação em áreas remotas do país onde as condições de vida eram muito duras, onde muitos pereceram. Esta situação melhorou no final da década de 10970, com o encerramento de alguns campos e libertação de presos.